# オードナンス BL 12ポンド 6cwt砲
オードナンス BL 12ポンド 6cwt砲（Ordnance BL 12 pounder 6 cwt）は、イギリス陸軍王立騎馬砲兵が使用した野砲で、オードナンス BL 12ポンド 7cwt砲の軽量版である。
cwt（ハンドレッドウェイト）は砲身の重量を示し、1 cwtは112ポンド（約50.8 kg）であるため、6 cwt砲の砲身重量は概ね672ポンド（約304.8 kg）に相当することになる（近似値であり、実際には656ポンド）。

## 歴史
1891年に実施されたインドでの騎兵大演習において、オードナンス BL 12ポンド 7cwt砲は騎馬砲兵用としては砲車が複雑すぎ、埃に弱いという問題が発覚した。また、戦闘において騎兵を援護する騎馬砲兵用としては重すぎることも判明した。
このため、1892年には軽量でより強力なコルダイト火薬を使用するオードナンス BL 12ポンド 6cwt砲が開発された。砲身長は7cwt砲から18インチ（460mm）短くされ、軽量で簡便な砲車を使用し、1894年から王立騎馬砲兵隊への配備が開始された。1899年には簡単な後座吸収装置が追加された。より近代的なオードナンス QF 15ポンド砲が1901年に採用されると、BL 12ポンド 6cwt砲はイギリス軍では時代遅れとなり、1905年からはオードナンス QF 13ポンド砲で置き換えられた。

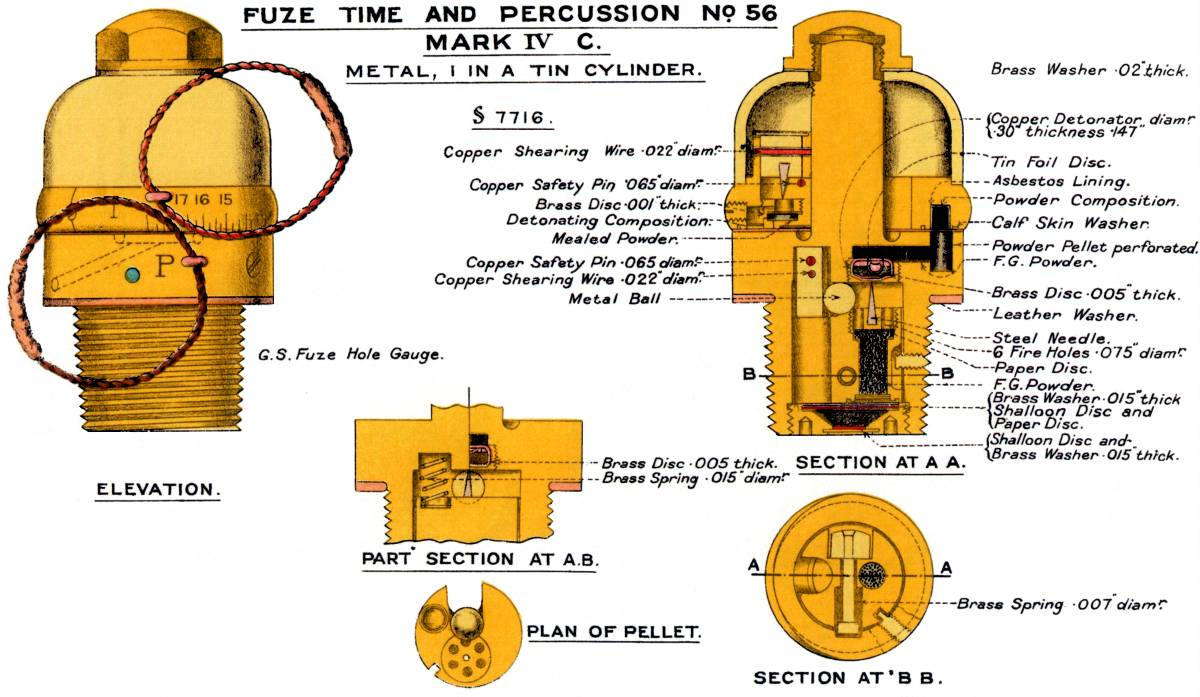
No. 56 Fuze

初期のNo.56信管は調定可能な時間が最長13秒と短く、榴散弾の爆発距離は3700ヤードが限界であった。No.57「青」信管が第二次ボーア戦争から導入され、最長5800ヤードに調定できるようになった。第一次世界大戦時には最大射程6000ヤードとなっている。

## 戦争

### 第二次ボーア戦争
第二次ボーア戦争では、BL 12ポンド 6cwt砲は60門が王立騎馬砲兵隊で使用され、BL 15ポンド砲と共にイギリス軍の火力の中心となった。18門が王立カナダ砲兵隊でも使用された。合計78門で、総発射弾数は36,161発であった。

### 第一次世界大戦時
6門が第8野戦砲兵隊に配備され、東アフリカ戦線で使用された。1914年10月にカルカッタ志願砲兵隊と共に到着し、砲は馬ではなく雄牛に索引された。

## 現存砲
- The Central Museum of The Royal Regiment of Canadian Artillery, Shilo Manitoba

## 参考資料
- Text Book of Gunnery, 1902. LONDON : PRINTED FOR HIS MAJESTY'S STATIONERY OFFICE, BY HARRISON AND SONS, ST. MARTIN'S LANE
- Dale Clarke, British Artillery 1914-1919. Field Army Artillery. Osprey Publishing, Oxford UK, 2004 ISBN 1-84176-688-7
- General Sir Martin Farndale, History of the Royal Regiment of Artillery: Forgotten Fronts and the Home Base 1914-18 ISBN 1-870114-05-1
- Major Darrell D. Hall, "Guns in South Africa 1899-1902" in The South African Military History Society. Military History Journal - Vol 2 No 1, June 1971
- Major Darrell D. Hall, "Field Artillery of the British Army 1860-1960. Part I, 1860 - 1900" in The South African Military History Society. Military History Journal - Vol 2 No 4, December 1972 (web page is incorrectly titled 1900-1914)
- I.V. Hogg & L.F. Thurston, British Artillery Weapons & Ammunition 1914-1918. London: Ian Allan, 1972